# حمام كردشت
حمام كردشت (بالفارسية: حمام کردشت) هو حمام تاريخي يعود إلى السلالة الصفوية، ويقع في مقاطعة جلفا.